# Martin Frändesjö
Martin Frändesjö (ur. 18 lipca 1971 w Göteborgu) – szwedzki piłkarz ręczny. Dwukrotny medalista olimpijski.
W reprezentacji Szwecji rozegrał 165 spotkań i zdobył 456 bramek. Zdobywał tytuł mistrza świata (1999), cztery razy zwyciężał w mistrzostwach kontynentu (1994, 1998, 2000 i 2002). Na trzech igrzyskach z rzędu – 1992, 1996, 2000 – reprezentacja Szwecji sięgała po srebro, a Frändesjö był członkiem ekipy na IO w Atlancie i Sydney. Grał w klubach szwedzkich (Redbergslids IK) i francuskich (Montpellier).